# María (EP)
María là đĩa mở rộng đầu tiên của ca sĩ người Hàn Quốc và là thành viên của nhóm Mamamoo, Hwasa. Nó đã được ra mắt vào ngày 29 tháng 6 năm 2020, thông qua RBW. EP gồm 3 đĩa đơn: đĩa đơn mở đường "Twit", là hit hạng 1 của cô tại Hàn, ca khúc chủ đề, và LMM. Hwasa kể rằng album "giống như một cuốn nhật kí mà nó chứa đựng những cảm xúc của cô lúc 24 tuổi". Nó đã được sản xuất bởi Kim Do-hoon, Kim Jin-woo, Park Woo-sang và Zico.

## Bối cảnh và ra mắt
Vào tháng 2 năm 2019, Hwasa lần đầu ra mắt với tư cách nghệ sĩ cùng với đĩa đơn "Twit", cô đã đồng viết và sáng tác nó. Bài hát này rất Bảng xếp hạng Gaon và đạt được danh hiệu "Triple Crown", tức là một bài hát đứng đầu các bảng xếp hạng Gaon Digital, Gaon Download and Gaon Streaming ở Hàn Quốc. Hwasa cũng đã sáng tác và viết bài hát "In the Fall" và nó đã được ra mắt vào tháng 10 năm 2019. Vào tháng 3 năm 2020, Hwasa hợp tác với nữ ca sĩ người Anh Dua Lipa cho bản phối mới của bài hát "Physical" có bao gồm cả phần lời tiếng Hàn. Vào tháng 4 năm 2020, Hwasa được cho rằng đã tham gia vào dàn nhạc phim của bộ phim truyền hình Hàn Quốc The King: Eternal Monarch và sẽ cho ra mắt bài nhạc phim độc tấu của cô ấy có tên "Orbit".
Nửa đêm ngày 15 tháng 6 (giờ Hàn Quốc), Hwasa hé lộ teaser đầu tiên cho màn trở lại của cô ấy với đĩa mở rộng đầu tiên. Nó cũng được giới thiệu rằng tên của đĩa và bài hát chủ đề là "María" (cũng là tên thánh của cô ấy), và sẽ được ra mắt vào ngày 29 tháng 6 lúc 18 giờ (giờ Hàn Quốc). Vào ngày 16 tháng 6, một video giới thiệu có tên "Nobody Else (Không còn ai hết)". Ngày 22 tháng 6 danh sách bài hát của María được chia sẻ có 7 bài hát bao gồm ca khúc chủ đề, đĩa đơn trước đó "Twit" và 1 bài hát mới sản xuất bởi Zico tên là "Kidding". Nó cũng chứa 1 bài hát hợp tác với rapper DPR Live tên là "I'm Bad Too".

## Âm nhạc và thành phần
- Hwasa thảo luận về công đoạn thực hiện María
Với 7 bài hát, María là EP dài nhất trong danh mục của Hwasa. Về phần nhạc, album là một bản thu âm của  K-pop chứa những yếu tố của nhạc dance, R&B và Nhạc pop Latinh. Đĩa đơn chính cùng tên đã được sáng tác bởi Hwasa, cùng với sự hợp tác của cô và nhà sản xuất Park Woo-sang và thể hiện sự tiến bộ của cô trong vai trò ca sĩ kiếm nhạc sĩ. Hwasa cũng đã viết lời cho "LMM" và sáng tác "Why".
Bài hát đầu tiên của album album, "Intro: Nobody Else", là 1 bài hát với phần lời sâu saces trái ngược với tiếng đàn piano kịch tính nhưng dịu dàng và giai điệu synth truyền tải làm sao đôi khi đằng sau một thái độ rực rỡ thì ý nghĩ tăm tối vẫn lẩn trốn và chơi đùa trong tâm trí con người. Đồng sáng tác bởi Hwasa và nhà sản xuất Park Woosang, “María” kết hợp những yếu tố của nhạc trap và synth cùng với giai điệu Latin pop lạc quan ngay phần bridge của bài, tạo ra một phần riêng biệt hơi lạ để dẫn vào phần mở đầu của đoạn ballad. Lời bài hát nói về sự đấu tranh với danh tiếng, phác hoạ những cảm xúc cần thể hiện cho sự triệt tiêu và có ảnh hưởng trong mắt cộng đồng đến tinh thần của mọi người. Được sản xuất bởi Zico, "Kidding" là một bài hát với "giai điệh R&B vui tươi" đem lại cảm giác như âm nhạc từ thập niên 90. Bài hát kể về câu chuyện của một người tình không thủy chung. "Why" là một bản ballad đương đại năng động với nhịp synth của nhạc trap. Bài hát nói về một tình yêu không được đáp lại. Màn hợp tác của Hwasa với DPR Live, "I'm Bad Too" là một bài hát năng động mang nét đặc trưng của R&B và ảnh hưởng của dòng Latin. Hwasa đã viết bài hát như kể về tình bạn giữa cô và DPR Live. "LMM" là bài hát "khuấy đảo tâm hồn" với giai điệu của 1 dàn nhạc, giai điệu dựa trên piano và violin. Bài hát cuối, "Twit", là 1 giai điệu bouncing pop mà mang nét đặv trưng của giai điệu trap vui vẻ và yếu tố tropical house cũng như sự chuyển đổi giữa những tiếng rap tụng kinh và giọng hát mạnh mẽ, cao vút của cô. Bài hát được đồng viết và đồng sản xuất bởi Hwasa với Dohun Kim và Woosang Park.

## Quảng bá

### Đĩa đơn
"Twit" đã được ra mắt vào ngày 13 tháng 2 năm 2019 với tư cách là đĩa mở đường của album. Cùng ngày, video ca nhạc của nó cũng được đăng lên YouTube. Video ca nhạc được đạo diễn bởi Park Sangwon.. Về thương mại, đĩa đơn đã lọt vào bảng xếp hạng của 3 nước, đứng thứ nhất ở 3 bảng xếp hạng nhạc số, lượt tải và lượt phát ở Hàn. Bài hát cũng đã ra mắt tại vị trí thứ 3 trên bảng xếp hạng World Digital Song Sales ở Mỹ. Ở New Zealand, bài hát đã leo đến vị trí cao nhất là hạng 23 trên bảng xếp hạng Hot Singles. Hwasa đã trình diễn bài hát này ở rất nhiều chương trình âm nhạc ở Hàn Quốc, bao gồm Show! Music Core, Music Bank, Inkigayo, và M Countdown. "Twit" sau đó đạt hạng nhất tuần trên Show! Music Core của đài MBC vào ngày 2 và 16 của tháng 3.

## Danh sách bài hát
| Danh sách bài hát của María | Danh sách bài hát của María          | Danh sách bài hát của María    | Danh sách bài hát của María | Danh sách bài hát của María |
| STT                         | Nhan đề                              | Phổ lời                        | Phổ nhạc                    | Thời lượng                  |
| --------------------------- | ------------------------------------ | ------------------------------ | --------------------------- | --------------------------- |
| 1.                          | "Intro: Nobody Else"                 | Park Woosang                   | Park Woosang                | 1:57                        |
| 2.                          | "Maria" (마리아)                     | Hwasa Woosang                  | Hwasa Woosang               | 3:19                        |
| 3.                          | "Kidding" (sản xuất bởi Zico)        | Kim Eana Zico                  | Kim Eana Hwasa Zico         | 2:45                        |
| 4.                          | "Why"                                | Hwasa Cosmic Sound Cosmic Girl | Cosmic Sound Cosmic Girl    | 3:21                        |
| 5.                          | "I'm Bad Too" (hợp tác với DPR Live) | Hwasa DPR Live                 | Hwasa DPR Live              | 2:12                        |
| 6.                          | "LMM"                                | Hwasa Woosang                  | Hwasa Woosang               | 4:41                        |
| 7.                          | "Twit" (멍청이)                      | Kim Dohoon Hwang Sungjin Hwasa | Woosang                     | 3:10                        |
| Tổng thời lượng:            | Tổng thời lượng:                     | Tổng thời lượng:               | Tổng thời lượng:            | 21:25                       |

## Bảng xếp hạng

### Bảng xếp hạng
| Bảng xếp hạng (2020)                          | Vị trí cao nhất |
| --------------------------------------------- | --------------- |
| Album Hàn Quốc (Gaon)                         | 5               |
| Album bán chạy nhất hiện nay ở Mỹ (Billboard) | 81              |
| Album Hoa Kỳ World (Billboard)                | 7               |

## Lịch sử ra mắt
| Vị trí   | Ngày                | Định dạng               | Hãng | Tk.    |
| -------- | ------------------- | ----------------------- | ---- | ------ |
| Hàn Quốc | 29 tháng 6 năm 2020 | CD, Tải nhạc, streaming | RBW  | [ 25 ] |
| Thế giới | 29 tháng 6 năm 2020 | CD, Tải nhạc, streaming | RBW  | [ 25 ] |